# Welfenschloss

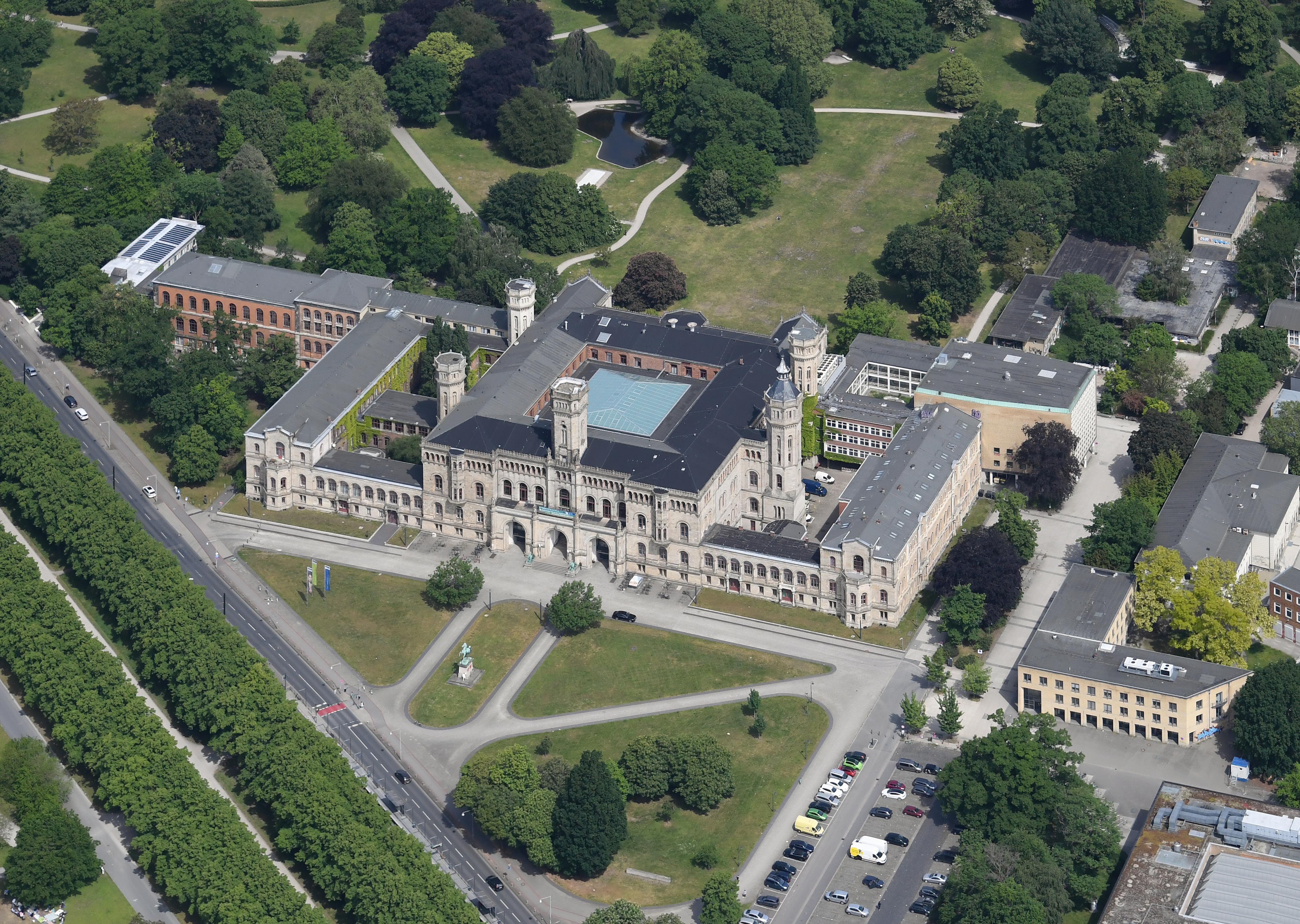
Luftbild des Welfenschlosses, 2023

Das Welfenschloss ist eine ehemalige Residenz der Könige von Hannover im Stadtteil Nordstadt von Hannover. Die neugotische Vierflügelanlage wurde 1857 bis 1866 durch König Georg V. von Christian Heinrich Tramm erbaut. Seit 1879 dient es als Sitz der Universität Hannover. Es bildet ein Ensemble mit dem Welfengarten.

## Geschichte und Beschreibung
Das Schloss wurde von 1857 bis 1866 nach Plänen des Architekten Christian Heinrich Tramm mit aus dem Raum Danndorf und Velpke bei Helmstedt stammenden gelb-weißlichem Velpker Sandstein, einem der härtesten Sandsteine Deutschlands, und aus Nesselbergsandstein vom nahen Nesselberg erbaut. Zuvor befand sich an dieser Stelle das Schloss Monbrillant.
Der Bau des Schlosses zur Zeit des Königreichs Hannover unter Georg V. bestimmte auch das Bildprogramm des als Sommerresidenz geplanten Schlosses der Königsfamilie: Als Rückbesinnung auf die Tradition der Welfen eröffnete die um 1862 als Auftragsarbeit durch den Bildhauer Wilhelm Engelhard geschaffene Skulptur von Heinrich dem Löwen den Reigen von acht bedeutenden Herrschern in der Bel Etage der Fassade des Schlosses im Welfengarten. Bei dem neugotischen Bauwerk handelt es sich um eine geschlossene Vierflügelanlage und mehrere Innenhöfe. Die Fassaden sind mit rundbogigen Fenstern und burgartigen Türmen versehen. Während die Frontfassade zur Herrenhäuser Alle hin von Pilastern und Erkern gegliedert wird, betont die Rückfassade zum Welfengarten hin ein halbrunder Mittelrisalit. Die Bronzelöwen am Eingang werden im Artikel zum Bildhauer Adolf Rosenthal erläutert.
Direkt vor dem Welfenschloss steht seit 1879 außerdem eine eindrucksvolle Bronzestatue des zum Landeswappen der Niedersachsen erkorenen Sachsenrosses. Die 1866 entstandene Skulptur wird irrtümlich häufig dem Bildhauer Friedrich Wilhelm Wolff („Tier-Wolff“) zugeschrieben, ist aber ein von Löwen und Reiter befreites Duplikat des Pferdes der „Löwenkämpfergruppe“, eines der bekanntesten Werke dessen Namensvetters Albert Wolff, links an der Treppe des Alten Museums in Berlin. Nachdem das mit Österreich verbündete Königreich Hannover den Deutschen Krieg 1866 verloren hatte, ließ Preußen die Welfen absetzen und das Staatsgebiet annektieren. In der Folge stand das Schloss über zehn Jahre lang leer. Erst 1879 wurde es nach umfassenden Umbauarbeiten, unter Leitung von Hermann Hunaeus, mit dem Einzug der Königlich Technischen Hochschule, der heutigen Universität, wieder einer Nutzung zugeführt.
Bei den Luftangriffen auf Hannover während des Zweiten Weltkriegs wurde die Kapelle an der Ostseite des Welfenschlosses stark beschädigt. Anstelle dieses 1955 dann abgerissenen Gebäudeteils wurde von 1956 bis 1958 ein Anbau errichtet, in dem das Auditorium maximum und der große Physikhörsaal untergebracht sind. Im Zweiten Weltkrieg wurden außerdem vier der fünf Turmhauben zerstört, die dem Welfenschloss bis heute fehlen.

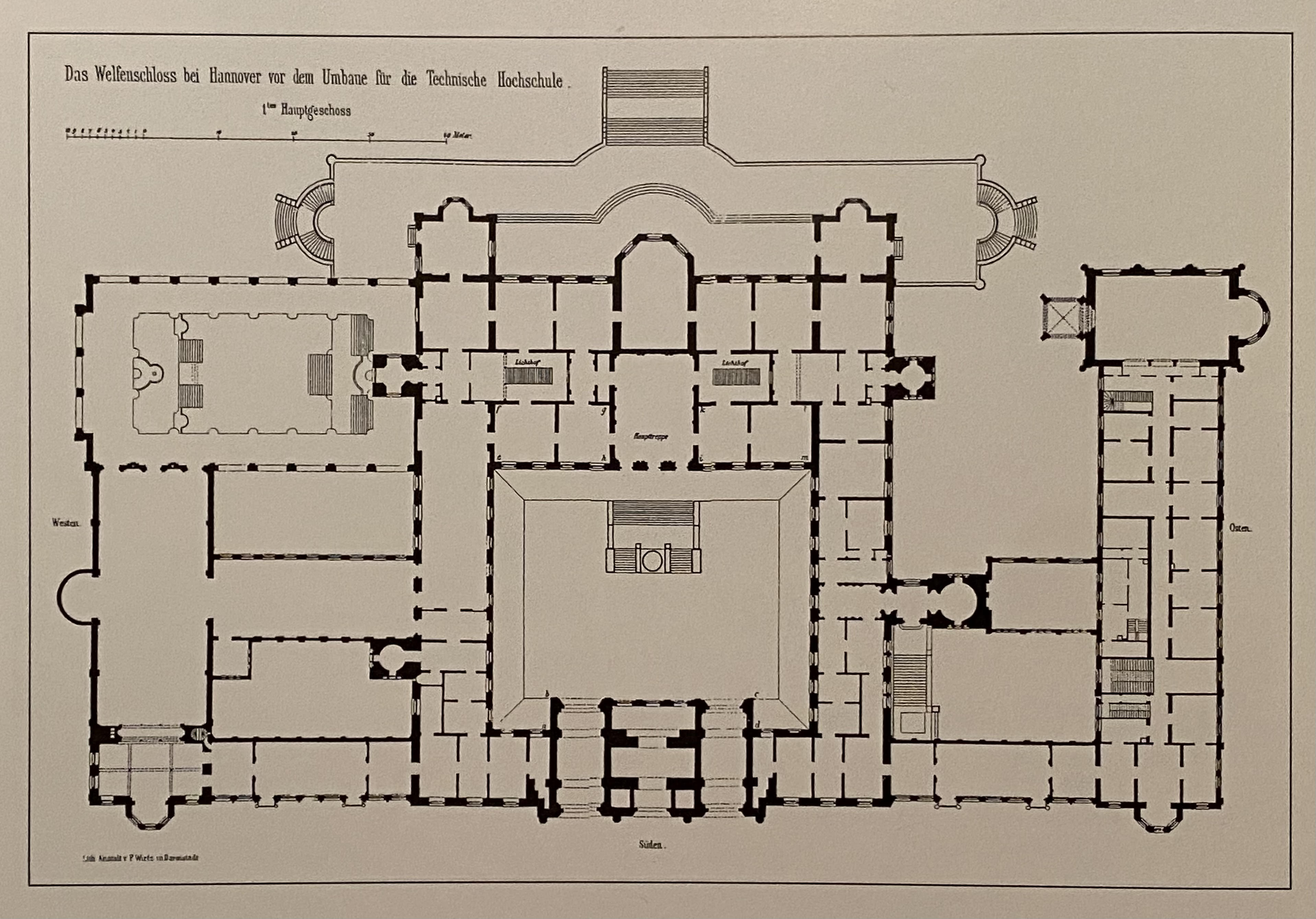
Grundriss, 1866
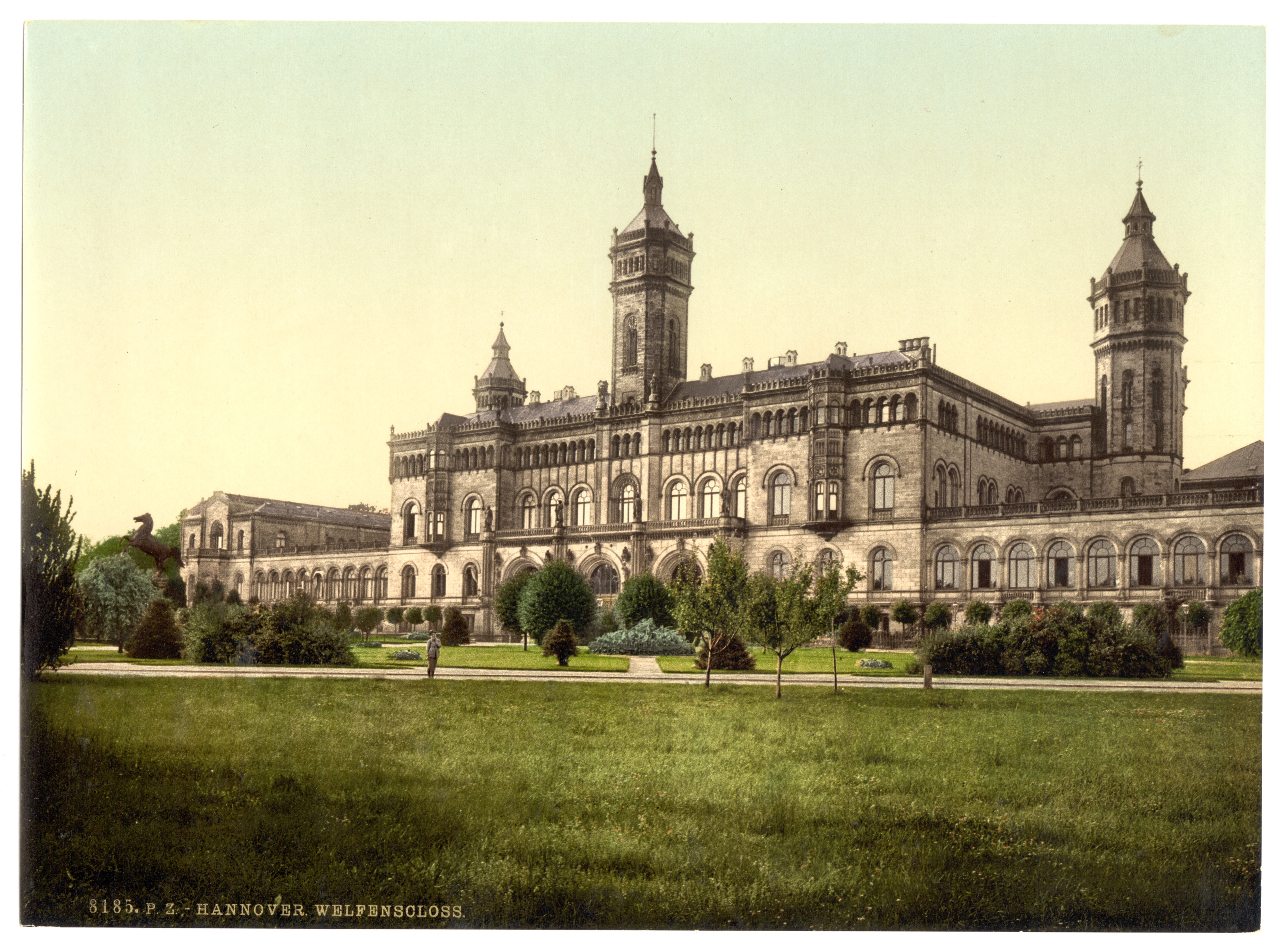
Welfenschloss, um 1900
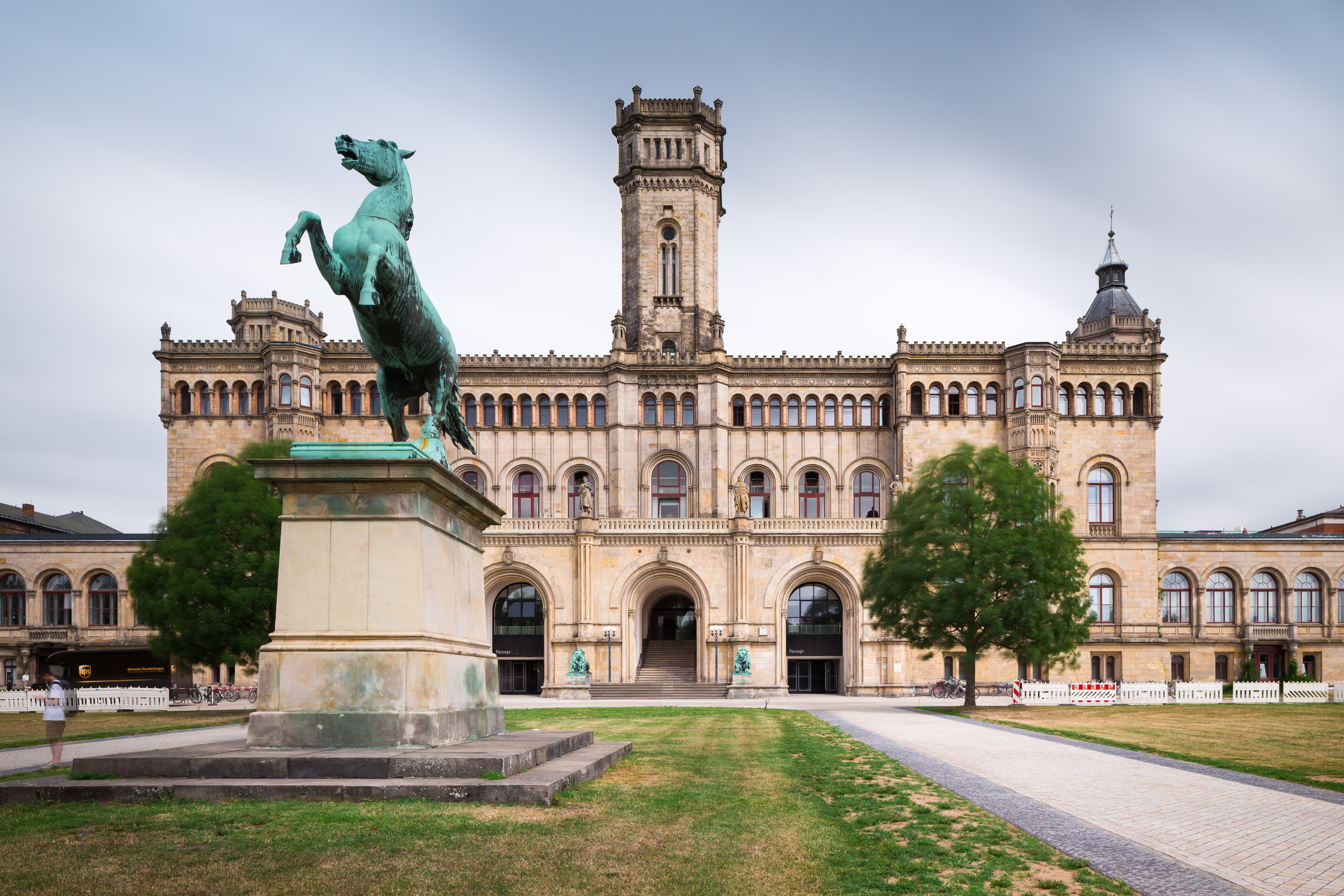
Sachsenross, 2016